# Voo Aeroflot 593
O voo Aeroflot 593 era uma linha aérea da companhia russa Aeroflot, ligando Moscou a Hong Kong. No dia 23 de março de 1994, um Airbus A-310 que realizava essa rota caiu sob circunstâncias suspeitas, a 20 km a leste de Mejdurechensk. A queda da aeronave causaria a morte dos seus 75 ocupantes. As investigações levariam a descoberta de um dos mais bizarros acidentes aéreos da história.

## Aeronave
O Airbus A-310-300 destruído no acidente foi fabricado em 1991, tendo realizado seu primeiro voo em outubro de 1991. A aeronave seria adquirida pela companhia nacional francesa Air France, onde recebeu o prefixo F-WWCS. Cerca de um ano depois, a Air France alugaria cinco A-310-300 para a Aeroflot, entre elas o F-WWCS , que seria rematriculado como F-OGQS. A empresa russa iria empregar a aeronave, batizada de Glinka, nas ligações entre a Ásia e a Europa, através da sua subsidiária Aeroflot - Russian Airlines.

## Acidente
Após ter decolado de Moscou com destino a Hong Kong, realizando o Voo Aeroflot SU 593, com 10 horas de duração, o Airbus A-310-300 sobrevoava o sul da Sibéria quando subitamente mergulharia rumo ao solo na madrugada de 23 de março, onde atingiria um morro de 600 m. Com o violento choque, a aeronave explodiria, espalhando destroços por uma região de floresta a 20 km a leste da cidade de Mejdurechensk.
Após a falta de comunicação do voo 593, o ATC (Controle de tráfego aéreo) de Novokuznetsk mobilizaria as primeiras equipes de resgate duas horas depois do desaparecimento daquele voo. As autoridades russas mobilizariam uma operação de busca e salvamento composta de 238 homens, 4 aviões e 3 helicópteros. Porém, o mau tempo (nevasca) e o local da queda, de difícil acesso, atrasariam o resgate dos corpos e destroços. As caixas pretas seriam encontradas e seriam fundamentais para a revelação da causa do acidente.
As autoridades russas suspeitaram inicialmente de atentado terrorista e/ou despressurização da cabine, pois nenhuma comunicação de anormalidade fora feita pela tripulação do voo 593 até à sua abrupta queda.

## Investigações
Segundo dados de manutenção, o Airbus A-310 estava com sua manutenção em dia, e era pilotado por duas tripulações experientes. A análise dos dados das caixas pretas revelou a causa do acidente.
Durante aquela viagem, o comandante Yaroslav Kudrinsky levou seus filhos Yana e Eldar a bordo. Em um trecho do voo no qual o Airbus voava sob o comando do piloto automático, o comandante conduziu seus filhos até a cabine e os convidou a sentar em sua poltrona. Depois disso, ele os incentivou a movimentar o manche da aeronave. Yana simulou uma curva com a aeronave (previamente programada pelo comandante através do piloto automático), e, depois disso, Eldar, de 15 anos, realizou a mesma manobra. No entanto, Eldar exerceu uma força suficiente no manche para desconectar parcialmente o piloto automático. Sem perceber isso, a tripulação continou o voo sob o comando parcial do piloto automático, que havia tornado manual o controle dos ailerons. Assim, a aeronave se inclinou a 45 graus, de forma que sua asa direita afundou.
Com a queda repentina a uma grande velocidade, a força G fez com que os ocupantes da cabine ficassem presos aos seus assentos. Alarmes na cabine indicaram o desligamento do piloto automático e o risco iminente de perda de sustentação. No último instante, um dispositivo automático da aeronave conseguiu corrigir a posição e atitude da aeronave, o que permitiria a uma tripulação experiente corrigir a altitude e a rota da mesma.
O co-piloto, num esforço desesperado, conseguiu tirar a aeronave da queda. Mas ao realizar a manobra para fazê-la subir, fez com que a mesma perdesse sustentação e iniciasse um violento mergulho em parafuso. O comandante conseguiu retomar seu lugar e iniciou os procedimentos juntamente com o co-piloto para recuperar o controle da aeronave, mas ela estava voando abaixo do limite de segurança para aquela região e, com isso, colidiu com um morro de 600 metros.
Os investigadores descobriram que o filho do comandante exerceu uma força no manche suficiente para desligar parcialmente o piloto automático. As aeronaves russas anteriormente operadas pela Aeroflot possuíam alarmes sonoros para informar o desligamento total do piloto automático, mas não para informar o desligamento parcial do mesmo. A tripulação russa não foi instruída quanto à possibilidade de desligamento parcial do piloto automático, de forma que demoraria a entender o que estava ocorrendo com a aeronave.
A descoberta dos corpos dos filhos do comandante nos destroços da cabine confirmou as informações transcritas das caixas pretas. O acidente causou uma crise no alto escalão da Aeroflot, que, temendo o vazamento da história e seus efeitos negativos, tentou em vão ocultar a história. Quase um mês após o acidente, a imprensa russa obteve a informação de que o filho do comandante estava pilotando a aeronave.

## Consequências
Após o acidente com o voo 593, a indústria da aviação comercial investiu em melhorias no treinamento de tripulações e a indústria aeronáutica introduziu alarmes para o caso de desligamento parcial do piloto automático.
A Aeroflot mudou o número do voo para Hong Kong em 2012, quando passou a ser chamado SU212.

## Transcrição dos últimos minutos na cabine
O horário mostrado refere-se ao tempo marcado no gravador de dados do voo e não ao horário local ou GMT.
2258 Eldar (filho de Kudrinsky): Por que ele está virando?

2259 Kudrinsky (comandante): Está virando sozinho?

2260 Eldar: Sim...

2261 Kudrinsky: Eu não sei por que ele está virando.

2266 Eldar: Será que ele está saindo do curso?

2267 Piskarev (co-piloto): Estamos entrando em movimentação circular (holding pattern).

2268 Kudrinsky: Sério? 

2269 Piskarev: Com certeza. 

2270 Makarov: Rapazes...
O avião entra em um ângulo de inclinação de 45°. A força g aumenta fazendo com que Kudrinsky encontre dificuldades para voltar ao seu assento.
2272 Kudrinsky: Segura, segura o manche, segura.

2275 Makarov: A velocidade...

2276 Piskarev: O outro jeito! 

2277 Kudrinsky: Do outro jeito, vire a esquerda. 

2281 Piskarev: Esquerda! 

2281 Kudrinsky: Esquerda... do outro jeito! 

2282 Piskarev: Esquerda! 

2284 Eldar: Estou virando para a esquerda... 

2284 Piskarev: Para a direita! 

2285 Kudrinsky: À direita 

2288 Piskarev: Você não pode ver, ou o quê?
Neste momento os dois tripulantes ainda não haviam conseguido retornar aos seus assentos e tentavam em vão instruir Eldar de forma confusa e desesperada. Os alarmes de perda de altitude, desligamento total do piloto automático e de excesso de velocidade começaram a soar conjuntamente.
2291 Piskarev: Vire à direita. Vire à direita! Vire à direita! 

2297 Kudrinsky: DIREITA! 

2298 Piskarev: Esquerda! Lá está o chão! 

2303 Kudrinsky: Eldar, sai daí... desce daí... desce daí Eldar. 

2314 Piskarev: Manetes em idle!
O co-piloto consegue assumir a aeronave e tirá-la da posição de mergulho, porém, ainda atordoado, exagera ao puxar o manche. A aeronave então começa a subir quase que verticalmente com o nariz empinado.
Kudrinsky ainda encontrava dificuldades para voltar a sua poltrona. Desesperado, grita sem parar para o filho sair de seu assento.
2319 Kudrinsky: Eldar, saia! Saia, Eldar, saia... saia, Eldar, saia, saia... saia... [ofegante] saia! Eu disse para sair! 

2334 Piskarev: Potência máxima! Potência máxima! Potência máxima!
Kudrinsky consegue retornar aos controles do avião.
2336 Kudrinsky: Está em potência máxima, entendi. 

2337 Piskarev: Potência máxima!

2338 Kudrinsky: Entendi.

2340 Piskarev: Potência máxima.

2346 Kudrinsky: Eu dei-lhe potência máxima.

2348 Piskarev: Qual é a velocidade?

2354 Kudrinsky: [ofegante] Força total!

2365 Piskarev: A velocidade está muito alta.

2367 Kudrinsky: Alta, né?

2368 Piskarev: Sim, não é?

2369 Kudrinsky: Eu desliguei... 

2371 Piskarev: Estamos saindo, estamos saindo! Direita! Para a direita! A velocidade está alta, reduza a potência.

2377 Kudrinsky: Feito.

2382 Piskarev: Devagar! Droga, de novo não...

2388 Kudrinsky: Não vire para a direita, a velocidade [ininteligível]

2392 Piskarev: [ininteligível]

2393 Kudrinsky: Nós vamos sair em um segundo. Tudo está bem. Delicadamente... [ininteligível] Delicadamente. Puxe delicadamente.

2400 [Som de impacto, fim da gravação]

## Na cultura popular
O acidente com o Voo 593 da Aeroflot seria retratado na 3.ª temporada da série Mayday, do National Geographic Channel.